# ミラン・ジュリッチ
ミラン・ジュリッチ（Milan Đurić、1990年5月22日 - ）は、ユーゴスラビア（現・ボスニア・ヘルツェゴビナ）・トゥズラ出身のサッカー選手。セリエA・モンツァ所属。元ボスニア・ヘルツェゴビナ代表。ポジションはフォワード。

## 出生
ユーゴスラビア社会主義連邦共和国ボスニア・ヘルツェゴビナ社会主義共和国トゥズラに生まれた。父のゴラン・ジュリッチもボスニア3部のサッカー選手であった。1991年にボスニア・ヘルツェゴビナ紛争勃発に伴ってイタリアのペーザロに移住。なお彼はトゥズラ生まれであるものの彼の家はヴラセニツァに由来している。

## クラブ経歴

### ユース
SSDヴィス・ペーザロ1898のユースに2005年まで在籍したもののクラブの破産によって放出された。その後、サンマリノ・カルチョのユースに移籍し、ACチェゼーナの下部組織へと移籍、同じボスニア・ヘルツェゴビナ出身のダヴォル・ヨジッチ監督に指導を受けた。

### チェゼーナ
2007年10月30日にACチェゼーナのトップチームで初出場を飾ったが、マントヴァFC相手に敗北の出だしであった。プロ初得点はそこから数週間経ったフロジノーネ・カルチョ戦であった。その後レガ・プロ・プリマ・ディヴィジオーネでの翌シーズンも在籍した。

### パルマ
2010年6月にはパルマFCのアルベルト・ガルッポと所有権の50%をスワップした。同月30日にアスコリ・ピッキオFC 1898にレンタル移籍。2011年1月28日にはFCクロトーネへとレンタル移籍した。6月15日にはスワップを一年延長した。
2012-13シーズンはレガ・プロ・プリマ・ディヴィジオーネのUSクレモネーゼにレンタル移籍した。

### チェゼーナへの復帰
2013年7月には新たにセリエBに昇格したトラーパニ・カルチョに移籍。2014年1月にはASチッタデッラにレンタル移籍。
チッタデッラでの短期のレンタル期間を経て、セリエAのチェゼーナに復帰しレギュラーの座を掴んだ。ユヴェントスFC戦では1得点1アシストの大活躍を見せ、2-2のドローに試合を持ち込んだ。
しかしチームは振るわず、2015-16シーズンはセリエB落ちとなった。なお彼はそのままチェゼーナに止まっている。

## 代表歴
2010年6月にはボスニア・ヘルツェゴビナ代表で出場したいとの意思を表明。2012年2月12日にはセルビアU-21代表との親善試合に臨むボスニア・ヘルツェゴビナU-21代表に招集されたものの、6月1日のベラルーシU-21代表戦の79分まで出場機会は訪れなかった。同月6日のサンマリノ代表戦ではスターティングイレブンに名を連ね、1得点1アシストの活躍を見せた。9月7日のギリシャU-21代表戦でも得点し、4-0の勝利に貢献した。3日後のドイツU-21代表戦ではハットトリックに加え1アシスト、試合自体は4-4の引分に終わったものの、ボスニア・ヘルツェゴビナの全得点に絡む衝撃的な活躍を見せた。U-21代表としての出場は結局4試合のみであったものの6得点2アシストという数字を残した。
A代表初出場となったのは2015年3月27日のアンドラ代表戦で、彼はこの試合の67分にヴェダド・イビシェヴィッチとの交代で初キャップを獲得した。10月10日のウェールズ代表戦でミラレム・ピャニッチの球をヘディングでゴールに落とし初得点。更にヴェダド・イビシェヴィッチの得点をアシストし2-0の勝利を演出した。その3日後に行われたUEFA EURO 2016予選プレーオフのキプロス代表戦で決勝点をあげ、代表2得点目をマークした。
キリンカップサッカー2016で初来日し、デンマーク代表、日本代表と対戦しそれぞれ2得点をマークし、代表を優勝に導いた。

## 個人成績
2016年6月7日現在

### クラブ
| 2007-08 | チェゼーナ   | 16       | セリエB    | 24  | 2  | 0  | 0 | 24  | 2  |
| 2008-09 | チェゼーナ   |          | レガ・プロ | 21  | 3  | 1  | 0 | 22  | 3  |
| 2009-10 | チェゼーナ   | 22       | セリエB    | 28  | 3  | 2  | 1 | 30  | 4  |
| 2010-11 | アスコリ     | 89       | セリエB    | 17  | 2  | 0  | 0 | 17  | 2  |
| 2010-11 | クロトーネ   | 22       | セリエB    | 16  | 5  | -  | - | 16  | 5  |
| 2011-12 | クロトーネ   | 22       | セリエB    | 29  | 2  | 3  | 2 | 32  | 4  |
| 2012-13 | クレモネーゼ |          | レガ・プロ | 20  | 3  | 3  | 1 | 23  | 4  |
| 2013-14 | トラーパニ   | 18       | セリエB    | 13  | 3  | 2  | 0 | 15  | 3  |
| 2013-14 | チッタデッラ | 9        | セリエB    | 15  | 4  | -  | - | 15  | 4  |
| 2014-15 | チェゼーナ   | 18       | セリエA    | 28  | 2  | 2  | 1 | 30  | 3  |
| 2015-16 | チェゼーナ   | 18       | セリエB    | 26  | 7  | 1  | 1 | 27  | 8  |
| 2016-17 | チェゼーナ   | 18       | セリエB    | 0   | 0  | 0  | 0 | 0   | 0  |
| 通算    | イタリア     | イタリア | セリエA    | 28  | 2  | 2  | 1 | 30  | 3  |
| 通算    | イタリア     | イタリア | セリエB    | 179 | 28 | 8  | 4 | 187 | 32 |
| 通算    | イタリア     | イタリア | レガ・プロ | 41  | 6  | 4  | 1 | 45  | 7  |
| 総通算  | 総通算       | 総通算   | 総通算     | 238 | 36 | 14 | 6 | 252 | 42 |

### 代表
| ボスニア・ヘルツェゴビナ代表 | 国際Aマッチ | 国際Aマッチ |
| 年                           | 出場        | 得点        |
| ---------------------------- | ----------- | ----------- |
| 2015                         | 6           | 2           |
| 2016                         | 8           | 5           |
| 2017                         | 0           | 0           |
| 2018                         | 0           | 0           |
| 2019                         | 0           | 0           |
| 2020                         | 1           | 0           |
| 通算                         | 15          | 7           |

### 代表での得点
| No. | 日付け         | 場所                                       | キャップ | 対戦相手       | 得点 | 結果 | 大会                          |
| --- | -------------- | ------------------------------------------ | -------- | -------------- | ---- | ---- | ----------------------------- |
| 1   | 2015年10月10日 | ゼニツァ・スタディオン・ビリノ・ポリェ     | 3        | ウェールズ     | 1–0  | 2–0  | UEFA EURO 2016予選・グループB |
| 2   | 2015年10月13日 | ニコシア・GSPスタジアム                    | 4        | キプロス       | 2-3  | 2-3  | UEFA EURO 2016予選・グループB |
| 3   | 2016年3月25日  | ルクセンブルク市スタッド・ヨジー・バーテル | 7        | ルクセンブルク | 0-2  | 0-3  | 親善試合                      |
| 4   | 2016年6月3日   | 愛知県豊田市豊田スタジアム                 | 9        | デンマーク     | 1–2  | 2–2  | キリンカップサッカー2016      |
| 5   | 2016年6月3日   | 愛知県豊田市豊田スタジアム                 | 9        | デンマーク     | 2–2  | 2–2  | キリンカップサッカー2016      |
| 6   | 2016年6月7日   | 大阪府吹田市市立吹田サッカースタジアム     | 10       | 日本           | 1–1  | 1-2  | キリンカップサッカー2016      |
| 7   | 2016年6月7日   | 大阪府吹田市市立吹田サッカースタジアム     | 10       | 日本           | 1-2  | 1-2  | キリンカップサッカー2016      |